# Hengifoss
La Hengifoss est une cascade d'Islande située dans le Nord-Est du pays, sur le cours du Brekkuselslækur, un petit torrent. Avec une hauteur totale de 118 mètres, c'est l'une des plus grandes cascades du pays. Elle se trouve non loin de l'extrémité méridionale du Lögurinn et est accessible après une petite randonnée.

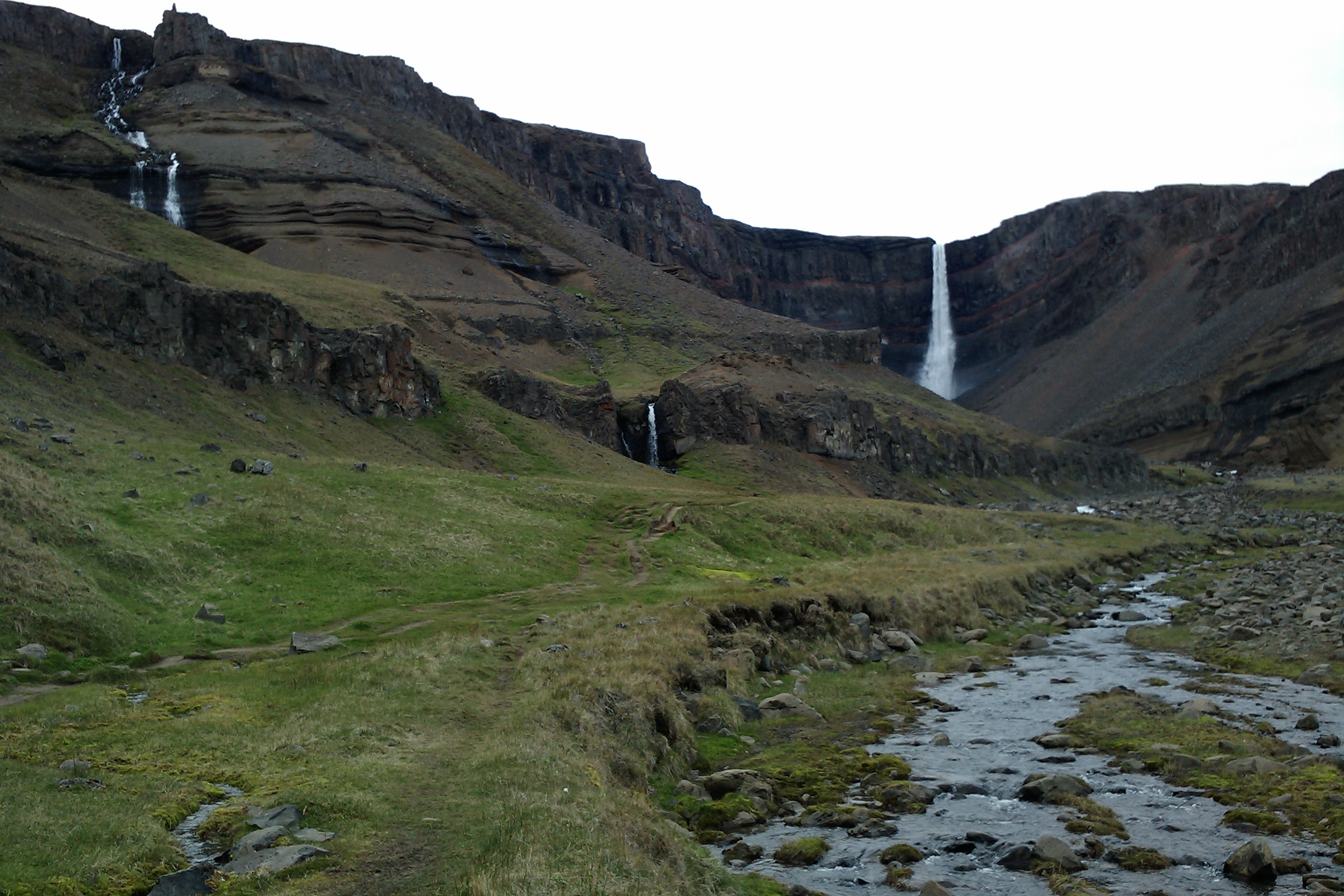
Vue générale du site avec une autre petite cascade sur la gauche.